# Hoogovenstoernooi 1960
Het Hoogovenstoernooi 1960 was een schaaktoernooi dat plaatsvond in het Nederlandse Beverwijk. Het werd gewonnen door Bent Larsen en Tigran Petrosjan.

## Eindstand
| Nr.   | Speler               | Punten |
| ----- | -------------------- | ------ |
| Goud  | Bent Larsen          | 6½     |
| Goud  | Tigran Petrosjan     | 6½     |
| Brons | Aleksandar Matanović | 5½     |
| 4     | Johannes Donner      | 5      |
| 4     | Salo Flohr           | 5      |
| 6     | Theo van Scheltinga  | 4½     |
| 7     | Hans Bouwmeester     | 4      |
| 8     | Román Torán Albero   | 3      |
| 9     | Johan Barendregt     | 2½     |
| 9     | Tan Hoan Liong       | 2½     |